# Antônio Cândido da Cunha Leitão
Antônio Cândido da Cunha Leitão (23 de outubro de 1845 — 11 de maio de 1888) foi advogado e político brasileiro.
Foi presidente das províncias de Sergipe, de 11 de maio a 14 de agosto de 1871.

## Biografia
Nasceu na cidade do Rio de Janeiro, filho de Ana Rosa da Cunha Leitão e do Dr. Antônio Augusto Gonçalves da Cunha Leitão.
Estudou humanidades e bacharelou-se em Letras no Imperial Colégio Pedro II. Fez o curso de ciências sociais e jurídicas na Faculdade de Direito de São Paulo, onde recebeu o grau de bacharel em 1868, e o de doutor em direito em 1869.
Apenas deixando a faculdade, foi neste último ano nomeado oficial do gabinete do Ministro e Secretário de Estado dos Negócios da Justiça, que era então o Conselheiro José Martiniano de Alencar, e serviu neste cargo até abril de 1871, data em que foi nomeado presidente da província de Sergipe.
Representou a província do Rio de Janeiro por mais de uma vez na Assembleia Provincial e na Geral, durante a 15.ª e na 20.ª legislaturas, sendo esta a última do império, ocasião em que faleceu.
Era veador do Imperador e grã-cruz da Ordem Equestre do Santo Sepulcro de Jerusalém.
Seu corpo foi sepultado no Cemitério de São Francisco de Paula, no Rio de Janeiro.